# Oranjekasteel
Het Oranjekasteel is een kasteel in de tot de Vlaams-Brabantse gemeente Scherpenheuvel-Zichem behorende plaats Zichem, gelegen aan de Kranenburgstraat 36 en 36 A-B.

## Geschiedenis
De naam van dit kasteel verwijst naar het Huis Oranje-Nassau dat van 1499 tot aan de Franse Revolutie de heerlijke rechten over Zichem bezat. Het Oranjekasteel lag ten oosten van Zichem en was dubbel omgracht, maar het stadje werd einde 16e eeuw meermaals geplunderd waarbij ook het kasteel tot ruïne verviel.
In de 17e eeuw hebben de aartshertogen Albrecht en Isabella er een tijd gewoond.
Pas in de 18e eeuw werd het kasteel herbouwd. Het was gelegen binnen een gracht die met de voormalige binnengracht overeenstemt. Het is een L-vormig complex dat in 1897 en 1906 nog werd vergroot en gewijzigd. Zo ontstond het huidige uitzicht van het pand.
- Inventaris van het Bouwkundig Erfgoed (Vlaanderen): 134528